# Mahatsinia
Mahatsinia is een geslacht van kevers uit de familie bladkevers (Chrysomelidae).
De wetenschappelijke naam van het geslacht werd in 1919 gepubliceerd door Spaeth.

## Soorten
- Mahatsinia nodulosa (Weise, 1910)